# Ángel Collado Schwarz
Ángel Collado Schwarz Ha sido Profesor Visitante en Columbia University y NYU en New York y Yale University en New Haven. Es un historiador, moderador de programas de radio,  autor puertorriqueño y publica una columna mensual en el principal diario de Puerto Rico.
Fue presidente de la Universidad Carlos Albizu (San Juan, Miami) y profesor de historia en el Centro de Estudios Avanzados de Puerto Rico y el Caribe y profesor invitado en la Facultad de Derecho en la Universidad de Puerto Rico.
Ha publicado cinco libros en español, uno traducido al inglés y al mandarín. Los ha presentado en las siguientes universidades: Harvard, MIT, Yale, Vanderbuilt, Vermont, Georgetown, Columbia y Tsinghua (Beijing). Recientemente publicó: "Truman y Puerto Rico: el origen de un proyecto descolonizado fallido" (2019) y "Eisenhower y el Caribe: Muñoz Marín, Castro y Trujillo' (2021).
También es fundador y presidente de la Fundación Voz Del Centro.  Presidió el Consejo General de la Editorial de la Universidad de Puerto Rico, y es miembro de las Juntas de la Fundación Barenboim-Said y  Syracuse University. Fue miembro de las Juntas del Museo del Barrio en Nueva York y Vicepresidente de la Junta de Gobierno de la Universidad de Puerto Rico.
Fue asesor de comunicaciones del Gobernador de Puerto Rico Rafael Hernández Colón trabajando en estrategias en PR, EE. UU., Europa y Japón en coordinación con los consultores estadounidenses Joseph Napolitan y David Sawyer.
Fundador y Presidente de Nazca Saatchi & Saatchi, red de publicidad y comunicaciones en América Latina y el Mercado Hispano de EE. UU. con oficinas en 20 países. Fue miembro de la Junta Mundial de Saatchi & Saatchi Worldwide por dos décadas. 

## Biografía
Nació en Puerto Rico en 1951. Posee un Doctorado en Historia de la Universidad Complutense de Madrid, Su tesis versa sobre Puerto Rico y el Caribe durante la Guerra Fría, bajo la administración del presidente de EE. UU., Harry S. Truman. Estudió en la Universidad de Puerto Rico, en Syracuse University, la New School University en Nueva York, el Centro de Estudios Avanzados de Puerto Rico y el Caribe y en el Instituto Universitario Ortega y Gasset.
Fungió como orador principal en el histórico evento conmemorativo del natalicio del líder autonomista y ministro de Gracia y Justicia del Gabinete Autonómico del último año del período colonial, Luis Muñoz Rivera, celebrado en Barranquitas, Puerto Rico, y ofreció una «Conferencia Magistral» sobre el futuro de Puerto Rico, en el Recinto de Mayagüez de la Universidad de Puerto Rico, y en el Interamerican Dialogue en Washington D. C. Escribe regularmente una columna en el principal rotativo de Puerto Rico.